# Кочуба (Арад)
Кочуба (рум. Cociuba) насеље је у Румунији у округу Арад у општини Диечи. Oпштина се налази на надморској висини од 145 m.

## Становништво
Према подацима из 2002. године у насељу је живело 22 становника, од којих су сви румунске националности.